# Shunsuke Andō
Shunsuke Andō (安藤 駿介?, Andō Shunsuke; Setagaya, 10 agosto 1990) è un calciatore giapponese, portiere del Kawasaki Frontale.

## Carriera

### Club
La sua carriera nel professionismo inizia con il Kawasaki Frontale facendo il suo esordio il 29 maggio 2011 vincendo per 2-1 ai danni del Gamba Osaka nella J1 League, la massima divisione del calcio giapponese. Non trova però molto spazio durante le partite dato che nelle stagioni 2011 e 2012 a squadra si è affidata a portieri come Takashi Aizawa, Rikihiro Sugiyama e Yōhei Nishibe. Nel 2013 viene ceduto in prestito allo Shonan Bellmare giocando a sua prima partita con la squadra nella Coppa del Giappone vincendo per 1-0 contro il Ventforet Kofu, giocherà una partita anche nella Coppa dell'Imperatore vinta per 4-0 contro il FC Ryūkyū, invece in campionato scenderà in campo in sole dieci partite dovendo dividere il ruolo di portiere titolare con Alex Muralha e Nobuyuki Abe. Nel 2014 torna a militare nel Kawasaki Frontale ma le sue apparizioni in campo sono sempre più rare in quanto la squadra si affida al suo primo portiere, il sudcoreano Jung Sung-ryong.
Il 18 febbraio 2025, a distanza di nove anni dall'ultima volta, torna in campo in una partita ufficiale, nella vittoria per 2-0 contro gli australiani del Central Coast Mariners nella AFC Champions League Elite 2024-2025.

### Nazionale
Ha giocato con la nazionale Under-23 nel 2010 ai Giochi asiatici vincendo l'oro, in finale contro gli Emirati Arabi Uniti ha giocato come titolare e per merito delle sue buone parate ha fatto sì che la sua porta rimanesse inviolata per tutta la partita, che il Giappone ha vinto per 1-0. Fa parte della nazionale Olimpica che partecipa ai Giochi Olimpici di Londra 2012 rimanendo però in panchina, infatti il portiere titolare è stato Shūichi Gonda.

## Statistiche

### Presenze e reti nei club
Statistiche aggiornate al 18 febbraio 2025.
| Stagione                 | Club                     | Campionato               | Campionato | Campionato | Coppe nazionali | Coppe nazionali | Coppe nazionali | Coppe continentali | Coppe continentali | Coppe continentali | Altre coppe | Altre coppe | Altre coppe | Totale | Totale |
| Stagione                 | Club                     | Comp                     | Pres       | Reti       | Comp            | Pres            | Reti            | Comp               | Pres               | Reti               | Comp        | Pres        | Reti        | Pres   | Reti   |
| ------------------------ | ------------------------ | ------------------------ | ---------- | ---------- | --------------- | --------------- | --------------- | ------------------ | ------------------ | ------------------ | ----------- | ----------- | ----------- | ------ | ------ |
| 2009                     | Kawasaki Frontale        | J1                       | 0          | 0          | CG+CdL          | 0               | 0               | ACL                | 0                  | 0                  | -           | -           | -           | 0      | 0      |
| 2010                     | Kawasaki Frontale        | J1                       | 0          | 0          | CG+CdL          | 0               | 0               | ACL                | 0                  | 0                  | -           | -           | -           | 0      | 0      |
| 2011                     | Kawasaki Frontale        | J1                       | 4          | -3         | CG+CdL          | 0+1             | 0 + -2          | -                  | -                  | -                  | -           | -           | -           | 5      | -5     |
| 2012                     | Kawasaki Frontale        | J1                       | 1          | -1         | CG+CdL          | 0+2             | 0 + -3          | -                  | -                  | -                  | -           | -           | -           | 3      | -4     |
| 2013                     | Shonan Bellmare          | J1                       | 10         | -12        | CG+CdL          | 1+4             | 0 + -3          | -                  | -                  | -                  | -           | -           | -           | 15     | -15    |
| 2014                     | Kawasaki Frontale        | J1                       | 0          | 0          | CG+CdL          | 0               | 0               | ACL                | 0                  | 0                  | -           | -           | -           | 0      | 0      |
| 2015                     | Kawasaki Frontale        | J1                       | 0          | 0          | CG+CdL          | 0               | 0               | -                  | -                  | -                  | -           | -           | -           | 0      | 0      |
| 2016                     | Kawasaki Frontale        | J1                       | 0          | 0          | CG+CdL          | 0+1             | 0 + -1          | -                  | -                  | -                  | -           | -           | -           | 1      | -1     |
| 2017                     | Kawasaki Frontale        | J1                       | 0          | 0          | CG+CdL          | 0               | 0               | ACL                | 0                  | 0                  | -           | -           | -           | 0      | 0      |
| 2018                     | Kawasaki Frontale        | J1                       | 0          | 0          | CG+CdL          | 0               | 0               | ACL                | 0                  | 0                  | SG          | 0           | 0           | 0      | 0      |
| 2019                     | Kawasaki Frontale        | J1                       | 0          | 0          | CG+CdL          | 0               | 0               | ACL                | 0                  | 0                  | SG          | 0           | 0           | 0      | 0      |
| 2020                     | Kawasaki Frontale        | J1                       | 0          | 0          | CG+CdL          | 0               | 0               | -                  | -                  | -                  | -           | -           | -           | 0      | 0      |
| 2021                     | Kawasaki Frontale        | J1                       | 0          | 0          | CG+CdL          | 0               | 0               | ACL                | 0                  | 0                  | SG          | 0           | 0           | 0      | 0      |
| 2022                     | Kawasaki Frontale        | J1                       | 0          | 0          | CG+CdL          | 0               | 0               | ACL                | 0                  | 0                  | SG          | 0           | 0           | 0      | 0      |
| 2023                     | Kawasaki Frontale        | J1                       | 0          | 0          | CG+CdL          | 0               | 0               | ACL                | 0                  | 0                  | -           | -           | -           | 0      | 0      |
| 2024                     | Kawasaki Frontale        | J1                       | 0          | 0          | CG+CdL          | 0               | 0               | ACL                | 0                  | 0                  | -           | -           | -           | 0      | 0      |
| 2025                     | Kawasaki Frontale        | J1                       | 0          | 0          | CG+CdL          | 0               | 0               | ACL                | 1                  | 0                  | -           | -           | -           | 1      | 0      |
| Totale Kawasaki Frontale | Totale Kawasaki Frontale | Totale Kawasaki Frontale | 5          | -4         |                 | 4               | -6              |                    | 1                  | 0                  |             | 0           | 0           | 10     | -10    |
| Totale carriera          | Totale carriera          | Totale carriera          | 15         | -16        |                 | 9               | -9              |                    | 1                  | 0                  |             | 0           | 0           | 25     | -25    |

## Palmarès

### Club

#### Competizioni nazionali
- Campionato giapponese: 4

Kawasaki Frontale: 2017, 2018, 2020, 2021
- Supercoppa del Giappone: 3

Kawasaki Frontale: 2019, 2021, 2024
- Coppa J. League: 1

Kawasaki Frontale: 2019
- Coppa dell'Imperatore: 2

Kawasaki Frontale: 2020, 2023

### Nazionale
- Giochi asiatici

2010